# Доба Розуму
Доба Розуму (англ. Age of Reason) — термін, який застосовують для позначення XVII–XVIII століть в європейській історії.
Період поділяють на Добу Раціоналізму (переважно XVII століття) та добу Просвітництва (переважно XVIII століття). Втім, усі три терміни часто замінюють один одний і використовуються як синоніми.
Словосполучення «Age of Reason» вперше було використане в 1794 році - в однойменному памфлеті Томаса Пейна.